# Affrontare l'accessibilità - per un sito più accessibile in 30 giorni
Affrontare l'accessibilità - per un sito più accessibile in 30 giorni è un manuale HTML scritto da Mark Pilgrim nel 2002. Assieme a Dive into Python e Dive into OS X fa parte della serie Dive into, della quale però soltanto il primo edito su carta. Gli altri titoli sono stati pubblicati sul web sotto forma di eBook per una più completa diffusione.
In questa guida l'autore, rivolgendosi ai possessori di pagine web, si propone di rispondere a due quesiti principali:
- “Perché dovrei rendere più accessibile il mio sito?”
- “Come posso rendere il mio sito più accessibile?”

Viene inoltre ribadito più volte che una maggiore accessibilità è possibile senza dover necessariamente sacrificare gli elementi grafici. Sono infatti sufficienti alcuni piccoli accorgimenti, ottenuti con l'inserimento o la modifica di alcuni frammenti di codice nel foglio di stile della pagina che si intende rendere più accessibile.
Data la continua evoluzione in campo informatico, alcuni dei codici presenti nel manuale potrebbero aver perso utilità e molti dei link citati non sono più validi. Tuttavia, la peculiarità del manuale non è l'argomento in sé, ma il modo in cui esso viene trattato. Il problema dell'accessibilità viene infatti introdotto con la presentazione di cinque personaggi disabili che affrontano problemi reali.
È possibile scaricare gratuitamente l'eBook dal sito ufficiale, dove sono presenti anche alcuni link a versioni tradotte in diverse lingue.

## Traduzioni
Il libro è stato tradotto da alcuni appassionati. Lo stesso Mark Pilgrim ha autorizzato e incoraggiato la libera traduzione della sua opera. Ha anche lasciato via libera, come suggeritogli da Karl Dubost, il quale ha tradotto l'opera in francese, a eventuali modifiche circa il luogo in cui vivono i personaggi, l'ammontare delle loro spese e persino i nomi. In questo modo i personaggi sembreranno più vicini al lettore. Pilgrim ha chiesto però di lasciare inalterati i dati sui loro handicap, a causa dei continui riferimenti nel corso del libro.
Sul sito ufficiale sono disponibili traduzioni in norvegese, cinese tradizionale, cinese semplificato, francese, italiano, giapponese, polacco e portoghese.
Traduzioni in tedesco e spagnolo sono attualmente in corso.

## Struttura della guida
Il libro è suddiviso in 30 capitoli, ciascuno corrispondente a uno dei 30 giorni cui fa riferimento il titolo.
Le prime cinque giornate sono dedicate alla presentazione dei protagonisti, tutti residenti negli Stati Uniti e tutti con particolari esigenze nell'uso del computer e nell'accesso al web.
Le successive venticinque giornate presentano consigli pratici su come incrementare l'accessibilità di una pagina web, secondo il paradigma:
- suggerimento/problema
- a chi serve?
- come fare

Nella prima parte viene esposto il problema affrontato nel capitolo/giorno. Successivamente è indicato quale dei personaggi beneficerà di queste modifiche e in che modo. Sono quindi presentate varie soluzioni al problema, dalla più semplice alla più complessa. Ogni capitolo è completato da un elenco di link per approfondire l'argomento appena trattato.

## Personaggi
- Jackie: non vedente, vive con la madre, è diplomata, studia diligentemente in una scuola normale, ha 19 anni. Non è cieca dalla nascita, e questo le permette di comprendere concetti visivi quali il colore. Ha perso la vista 8 anni prima, in seguito ad un incidente d'auto nel quale è morto suo padre. Lettrice vorace di audiolibri, grazie a JAWS riesce ad accedere alle risorse del web senza difficoltà, riuscendo così a leggere il calendario di classe, consegnare elaborati, comunicare in tempo reale con professori e compagni, acquistare audiolibri, musica e gadget.
- Michael: 27 anni, vive con la sua fidanzata. Qualche anno prima ha venduto l'azienda da lui fondata, specializzata nella posa di cavi in fibra ottica, ricavandoci enormi guadagni che gli hanno consentito di andare in pensione alla sua giovane età. Nel suo costoso appartamento ha una connessione di soli 56k. Soffre del tipo di cecità ai colori più diffuso: la protanopia, che consiste nell'incapacità di distinguere il verde dal rosso. I suoi vestiti sono stati etichettati con lettere che permettono a Michael di conoscerne il colore. Per sapere come abbinarli, si affida a una tabella di compatibilità compilata dalla sua ragazza. Il suo hobby sono i vecchi giochi da bar. Ama collezionarli, rimetterli a nuovo, rivenderli online. Usa i browser Opera e Links perché gli permettono di visualizzare solamente il testo delle pagine web, senza immagini o caratteri grafici, risparmiando così la banda.
- Bill: 62 anni, vive in un appartamento a 5 miglia da sua sorella, unica parente in vita. Dopo una lunga carriera militare è stato forzato al pensionamento a causa di un ictus, che gli ha fatto perdere l'uso del braccio destro e parte delle funzionalità del sinistro. Naviga usando Mozilla su un vecchio portatile regalatogli dalla sorella. Usa un'estensione per tastiera che gli offre una comoda seconda riga di frecce e i tasti PageUp/PageDown. Passa diverse ore al giorno leggendo siti web, tenendosi in contatto con vecchi amici e conoscendone di nuovi. Ha avviato un notiziario via posta elettronica sui diritti dei veterani di guerra. Successivamente il suo notiziario si evolverà in blog, poi in comitato di azione politica sino a sfociare in un'importante forza politica.
- Lillian: 54 anni, vedova, immigrata da Hong Kong 30 anni prima, vive con figlia, genero e nipotino. Ha ancora problemi con l'inglese, continua a preferire il cantonese, sua lingua madre. Segretaria in un'azienda di telecomunicazioni, grazie a un collega che le ha configurato il carattere di Internet Explorer a “Grande”, riesce a leggere più facilmente il blog della figlia. Tuttavia questa opzione non è applicabile a tutte le pagine web.
- Marcus: 31 anni, figlio di un tossicodipendente, è cieco dalla nascita. Il suo lavoro consiste nel mettere in comunicazione persone sordomute in un Relay Center della AT+T. Marcus, sia al lavoro sia a casa, usa un display braille ALVA. Così può leggere in braille, riga per riga, il contenuto dello schermo evitando di dover sentire la voce dello screen reader e ascoltando tranquillamente la radio a tutto volume mentre usa il computer.